# Alexandre Sergueïevitch Yakovlev
 (février 2022).
Si vous disposez d'ouvrages ou d'articles de référence ou si vous connaissez des sites web de qualité traitant du thème abordé ici, merci de compléter l'article en donnant les références utiles à sa vérifiabilité et en les liant à la section « Notes et références ».
Pour les articles homonymes, voir Alexandre Iakovlev.
Les dates doubles indiquent en premier lieu la date selon le calendrier julien en vigueur jusqu'à la révolution russe 1917 et en deuxième lieu, celle du calendrier grégorien utilisé dans les pays occidentaux depuis le XVIe/XVIIIe siècle.
Alexandre Sergueïevitch Yakovlev (en russe : Александр Сергеевич Яковлев, né le 19 mars 1906 (1er avril dans le calendrier grégorien) à Moscou, mort le 22 août 1989 à Moscou) était un ingénieur aéronautique soviétique.
Pendant ses études (terminées en 1931) à l'Académie aéronautique militaire de Moscou, il participa à la construction d'avions d'entraînement et de compétition. Il travailla ensuite comme concepteur dans une usine aéronautique où il devint ingénieur en chef en 1934 et qui fut rebaptisée à son nom (voir Yakovlev).
En mai 1936, Yakovlev est membre d'une commission d’achat qui vient en France pour le Caudron-Renault C. 690, dont une version est achetée.
En 1937, il fut nommé directeur du bureau d'études des prototypes. De 1940 à 1948, il était vice-commissaire au peuple puis ministre de l'industrie aéronautique.
Au moment de l'agression de l'Union soviétique par l'Allemagne hitlérienne, il continuait de diriger le bureau d'études et fut chargé en parallèle (de fin 1941 à début 1942) de l'évacuation des usines vers le centre du pays et d'y organiser la production. Dans ses mémoires, Yakovlev relate ses entretiens avec Staline qui exerçait une forte influence jusque dans les moindres détails sur les divers aspects du développement de l'industrie, notamment aéronautique et en particulier sur les avions de combat.
Yakovlev fut extrêmement prolifique. En plus d'avions d'entraînement et de compétition, il construisit des avions de transport, des chasseurs, des bombardiers et des hélicoptères. Ses modèles les plus connus sont les avions d'entraînement et de compétition UT-1, UT-2, Yak-11, Yak-18, l'avion de liaison et de transport Yak-12 et les chasseurs Yak 1, Yak-3 et Yak-9. Il avait aussi établi le projet du premier avion à réaction Yak-15 soviétique certifié en 1947, concurrent malchanceux du MiG-9.
On lui doit aussi l'hélicoptère à rotors en tandem Yak-24 wagon volant.
Les modèles civils les plus connus sont aujourd'hui le Yakovlev Yak-40 et le triréacteur moyen courrier Yakovlev Yak-42 et de nombreux avions de voltige. Au total, le bureau d'études Yakovlev a réalisé une centaine d'avions différents.
Yakovlev a reçu de nombreuses distinctions en récompense de son œuvre. Il fut décoré pas moins de sept fois de l'Ordre de Lénine. Il lui a été décerné également le titre de Héros du travail socialiste de l'Union soviétique.
Il avait le grade de Général d'aviation.